# Сомалиленд
Република Сомалиленд е де факто независима държава, намираща се в Източна Африка, в рамките на международно признатите граници на Сомалия. На 18 май 1991 г. Сомалиленд обявява своята независимост от Сомалия, но страната официално не е призната от никого.
Република Сомалиленд се счита за наследник на бившия протекторат Британска Сомалия, който е имал територия от близо 137 600 km² и бил независима държава само за 5 дни през 1960 г. Граничи с Етиопия на юг и запад, на северозапад с Джибути и на изток със Сомалия.

## Политика и държавно устройство
Сомалиленд е президентска страна, като настоящ президент е Ахмед Силаньо.

## География
Сомалиленд е разположена в северната част на Африканския рог и лежи между 08°00' и 11°30' северна ширина и между 42°30' и 49°00' източна дължина. Граничи с Република Джибути на запад, с Федерална Република Етиопия на юг, с автономния регион Пунтленд на изток и със Сомалия на югоизток. Със своите 137 600 km² Сомалиленд е малко по-голяма от Англия. Климатът е предимно сух, но някои региони от страната са сравнително влажни. Северната част на страната е много хълмиста, като на някои места се издига между 900 и 2100 m надморска височина. Регионите Авдал, Саахил и Маруди Йих са с предимно хълмист терен и плодородни почви, докато Тогдхир е полупустиня. Регионът Авдал е известен с красивите си скалисти брегове и острови, коралови рифове и мангрови дървета.
Заради изобилието от плодородни почви на територията на Сомалиленд може да се срещнат различни видове диви животни – зебри, камили, кози, овце. Сред по-редките видове са сомалийското диво магаре, африканската брадавичеста свиня, сомалийска овца и куду (вид антилопа).

## Икономика
Икономиката на Сомалиленд е в етап на развитие. Шилингът на Сомалиленд, доколкото е устойчив, не е международно призната валута и няма официален курс. Тя е регулирана от банката на Сомалиленд, централната банка, която е създадена конституционно през 1994 г. Обемът на износа на Сомалиленд на добитък е оценен на 24 милиона. През 1996 г. 3 милиона глави на добитък са изнесени към Близкия изток. През февруари 1998 г. този износ е отрицателно засегнат от забрана на Саудитска Арабия за внос на говеждо месо. Тази забрана е премахната през декември 2006 г. и това позволява възстановяването на промишлеността. Сомалиленд изнася и кожи.
Земеделието също има своя потенциал, особено градинарството. В рудодобива има също възможности за развитие, въпреки че то е доста примитивно. Налични са много залежи за минерали.
Скорошно проучване в Сомалиленд показва, че страната има големи петролни и газови резерви в континенталния шелф и океана. Значението на Сомалиленд нараства като главна отправна точка за износ към Етиопия.

## Туризъм
Когато Сомалиленд обявява независимостта си от Сомалия, туризмът започва да се изгражда наново. Сомалиленд се смята за люлка на една от най-интересните атракции – рисуване по стените на пещерите. Малък брой туристи посещават страната, за да видят тези рисунки. Министерството на туризма насърчава пътниците да посещават историческите забележителности в Сомалиленд. Историческият град Шейк се намира близо до Бербера и в него се намират примери за архитектура на старата британска колония.
В Зейла се намират останки от османското, египетското и йеменското владичество. Атракция за туристите са също и номадите, които най-често живеят в провинцията.

## Административно деление
Областите, които са под контрола на Република Сомалиленд, са:
- Аудал
- Марууди Йекс
- Сааксил
- Тогдеер
- Суул
- Санааг

Основните градове в Сомалиленд са:
- Харгейса – столица
- Бадан
- Буухудлех
- Бурао
- Бердера
- Борама
- Еригабо
- Лас Анод
- Лас Корай
- Габилей
- Зейла
- Одуеуне

## Въоръжени сили
Войската на Сомалиленд се състои главно от пехота. Понастоящем наброява 5000 души.

## Население
Населението на Сомалиленд е около 3,5 милиона души. Обществото в Сомалиленд е разделено на „кланове“, като един клан може да наброява от 5000 до 50 000 души. Най-големият и най-авторитетният клан в Сомалиленд се нарича Исаак. Другата най-голяма фамилия е тази на президента – Гадабурси.

## Култура

### Празници в Сомалиленд
Има 2 вида празници в Сомалиленд – по грегорианския календар и по ислямския (религиозните празници).
| Дата                         | Наименование                                   | Местно име            | Remarks               |
| Григориански календар        | Григориански календар                          | Григориански календар | Григориански календар |
| ---------------------------- | ---------------------------------------------- | --------------------- | --------------------- |
| 1 май                        | Ден на труда                                   |                       |                       |
| 18–19 май                    | Възстановяването на суверенитета на Сомалиленд |                       |                       |
| 26 юни                       | Денят на независимостта                        |                       |                       |
| Ислямски религиозен календар |                                                |                       |                       |
| 27 раджаб                    | Възхода на Мохамед до рая                      | Mi'raaj Nabi          |                       |
| 1 шавал                      | Краят на Рамазан                               | Eid Ed Fitri          |                       |
| 10 дзу ал-хиджа              |                                                | Eid Al Adha           |                       |
| 1 мухарам                    | Мюсюлманската Нова година                      |                       |                       |

### Религия
Повечето сомалийци са сунитски мюсюлмани. Водещата религия в страната е ислямът.